# Colpa del sole
Colpa del sole è un cortometraggio del 1951, frutto dell'unica esperienza registica di Alberto Moravia e tratto da un suo racconto. Fu prodotto da Marco Ferreri (con musiche del suo futuro collaboratore Teo Usuelli) per il cinegiornale Documento mensile.

## Trama
Una coppia (Sbragia e Scarpita) su un divano fronte finestra sono al termine della loro relazione. La donna appare indifferente agli approcci dell'uomo che alla fine chiede se è il caso di troncare andandosene. Un primo piano sull'uomo fa notare le lacrime sul suo volto quando nell'antistante area verde compare una giovane coppia. L'uomo commenta che loro sono innamorati quando l'uomo della giovane coppia spara alla compagna e scappa. L'uomo che sta guardando ha un moto per soccorrere la giovane donna che oramai giace a terra. La donna lo blocca e l'efferato episodio sembra riaccendere il loro amore; i due si baciano mentre la giovane donna oramai raggiunta da altra gente che la soccorre giace esanime. Infine la donna consiglia di non dire nulla di ciò che hanno visto con la scusa che il sole li ha accecati e come epilogo le tende della finestra chiudono l'episodio a mo' di sipario.